# Lacunipotamon yuanshi
Lacunipotamon yuanshi — вид прісноводних крабів родини Potamidae. Описаний у 2020 році.

## Поширення
Ендемік Китаю. Поширений у провінції Юньнань.